# 文武百尊
文武百尊，是藏传佛教理论中，所有众生在命终後至转世的中阴身期间，将见到的忿怒尊和寂靜尊的化现，这些化身本尊都出于自性光明。又称中阴百尊。

## 概述

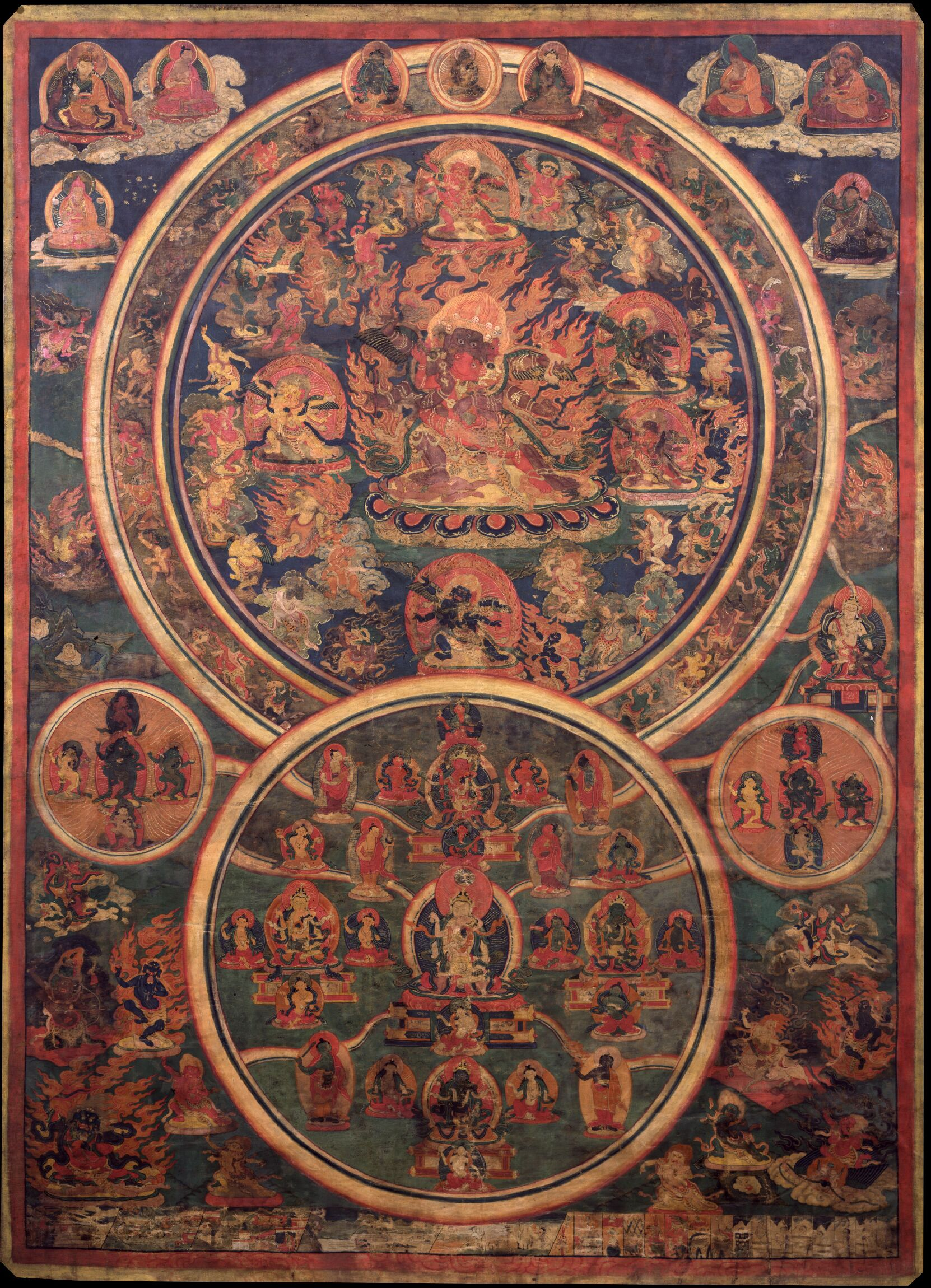
中陰文武百尊大曼荼羅。

藏傳佛教相信，众生臨終至投生之間，會經歷中陰階段，此階段約莫49天，亡者心識將幻化寂靜本尊相四十二尊，忿怒本尊相五十八尊，以強烈光體顯現，根據蓮花生所宣說《中陰聞道廣大秘密寂靜忿怒自我解脫法》，只要亡者在中陰時期辨識出文武百尊中任何一尊，當下即可融入本尊光體中獲得覺悟解脫。
亦有言寂靜尊與忿怒尊分別為金剛薩埵心輪與頂輪之化現，加上其他三輪，本尊可達三百餘位，因排列形似大網，故亦稱大幻化網。
根據寧瑪派大德所引續典《深法寂怒密意自解脫灌頂——聞解脫法釋文》中所言：「凡見壇城者，在七世之內必能解脫證果。」《寂怒秘酬文》亦記載：「雖未親見真實壇城，然而僅聽聞一次寂怒本尊壇城的名號，即能避免墮入地獄。」